# Hidalgo (stát)
Hidalgo je jeden ze 31 států, které spolu s jedním federálním distriktem tvoří federativní republiku Mexiko. Nachází se severně od Ciudad de México. Vzniklo roku 1869 rozpadem velkého území Mexico, jehož pozůstatky nyní tvoří stát México. Hidalgo leží severně a východně od údolí Mexika. Má rozlohu 20 821 km² a žije v něm 3 082 841 obyvatel (rok 2020). Jeho hlavním městem je Pachuca.